# Manuel Lizasoain Muguiro
Manuel Lizasoain Muguiro (4 de setembre de 1912, ? - 30 d'octubre de 1995, Madrid) fou un militar espanyol de l'arma de Cavalleria que, essent tinent, formà part del grup de militars anomenats Jinetes de Alcalá i que s'avalotà contra el govern de la Segona República Espanyola el 1936 a Mallorca.
Lizasoain era un dels tretze fills de Manuel Lizasoain Minondo, enginyer forestal, i de Milagro de Muguiro y Muguiro. El seu germà major Manuel també era tinent de Cavalleria i fou igualment confinant amb ell. Es casà amb Asunción Domínguez Salazar (1914-2013) i no tengueren fills. Entrà al servei militar el 1930 i el 1934 era tinent. El 1936 estava destinat al Regiment de Caçadors de Villarrobledo, núm. 3.

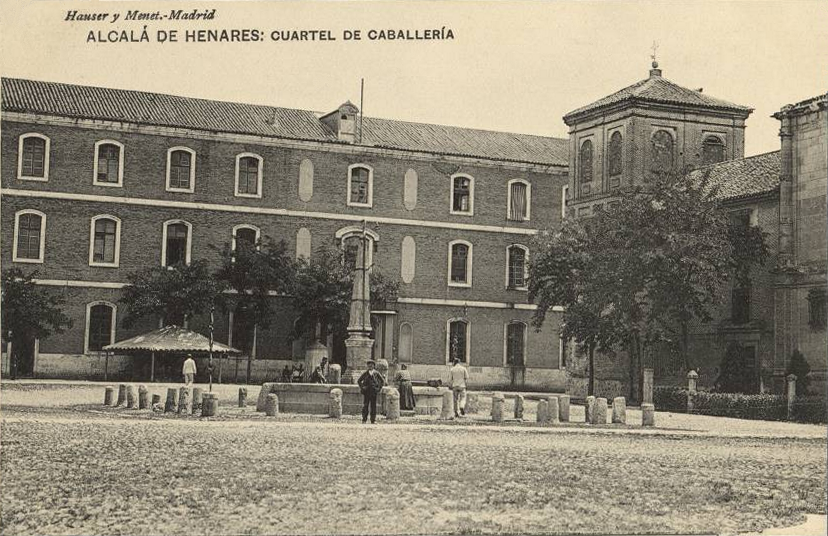
Quarter de Cavalleria del Príncep, dit de san Diego, a Alcalà de Henares, cap el 1912

Formà part dels anomenats Jinetes de Alcalá, un grup de militars de l'arma de Cavalleria adscrits als Regiments de Caçadors de Calatrava, núm. 2, i de Villarrobledo, núm. 3, destinats a Alcalá de Henares, que a finals de juny de 1936 foren confinats al castell de Sant Carles de Palma, Mallorca. El Govern de la Segona República aprofità uns greus incidents entre soldats i membres de partits d'esquerra per fer neteja de conspiradors d'ambdós regiments. Al castell de Sant Carles conegueren al cap de la Falange Española a Mallorca, Alfonso de Zayas, que també estava empresonat i que els posà amb contacte amb els militars que s'havien d'aixecar contra la República. Quan es produí el pronunciament militar del 18 de juliol de 1936, aquests militars es posaren a les ordres dels avalotats.

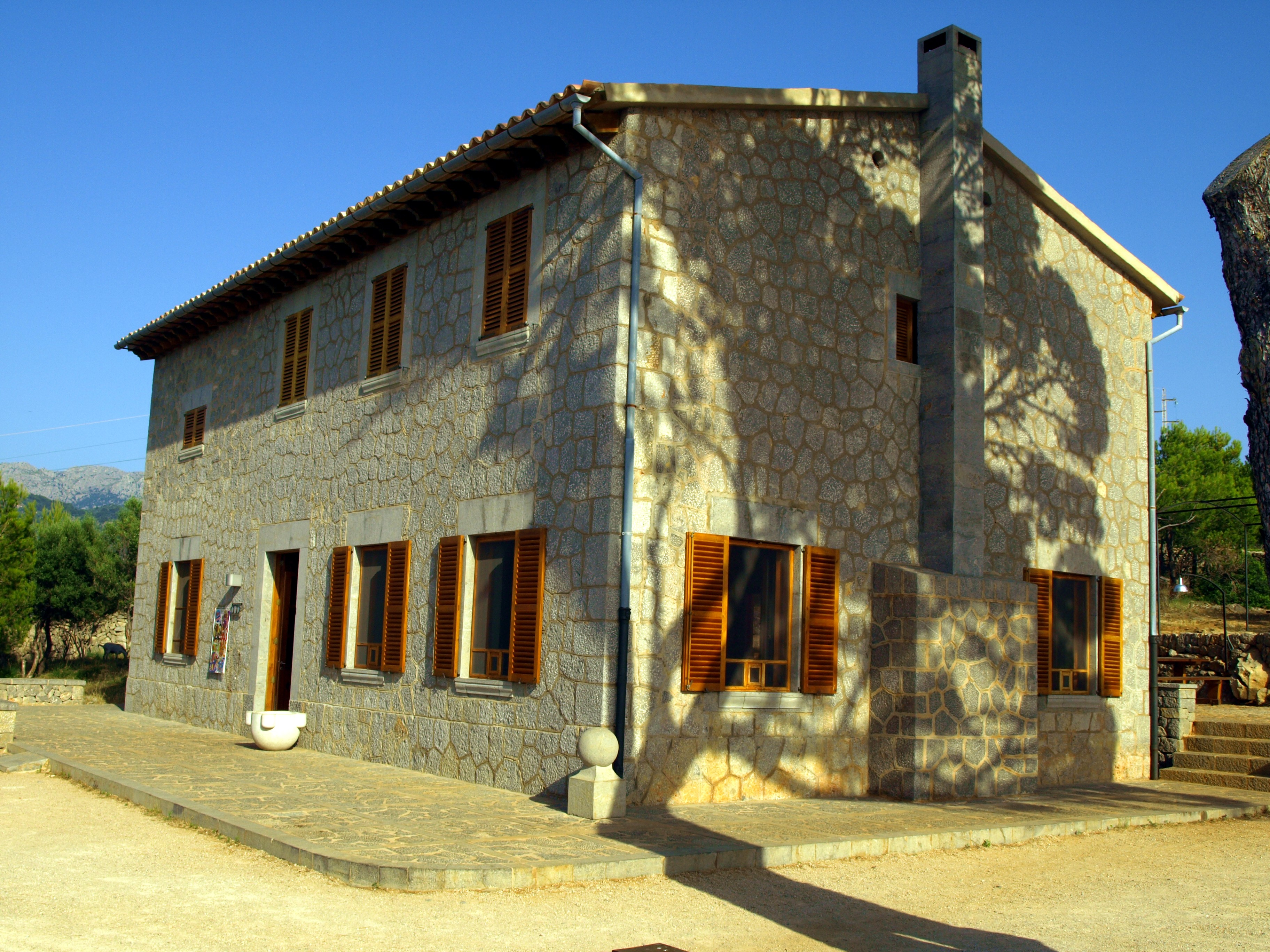
Refugi de Muleta, antiga estació de radiotelegrafia del Port de Sóller

Participà en l'ocupació a l'estació de radiotelegrafia del Port de Sóller el 20 de juliol, juntament amb els tinents Vicente Menéndez Zapico, Manuel Isasa Navarro i el seu germà Francisco Javier Lizasoain Muguiro, que resultà ferit mortalment en l'operació; i els capitans Manuel Rubio Moscoso, Manuel Zayas i Bartomeu Ramonell.
Després d'uns mesos a Mallorca tornà a la península. El desembre de 1936 estava a disposició del General en Cap de les Forces del Marroc. El maig de 1937 havia ascendit a capità i estava destinat al 7è cos de l'exèrcit. El 8 d'abril de 1937 comandava el Grup de Regulars de Melilla, núm. 2, i fou ferit a Còrdova, necessitant 332 dies de curació, per la qual cosa li concediren la Medalla de Patiments per la Pàtria. El 1941 fou destinat al dipòsit central de remunta (dipòsit de sementals). El 1947 fou ascendí a comandant i quedà disponible. El 1963 havia ascendit a tinent coronel i era delegat de criar cavallar de les províncies de Madrid, Àvila i Guadalajara. El 1973 era coronel i fou destinat a la Unitat d'Estudis i Necessitats Eventuals, UDENE, a Madrid.